# Pericoma coracina
Pericoma coracina är en tvåvingeart som beskrevs av Duckhouse 1966. Pericoma coracina ingår i släktet Pericoma och familjen fjärilsmyggor. Inga underarter finns listade i Catalogue of Life.